# Клан Броді

Гребінь клану Броді.

Герб вождів клану Броді.

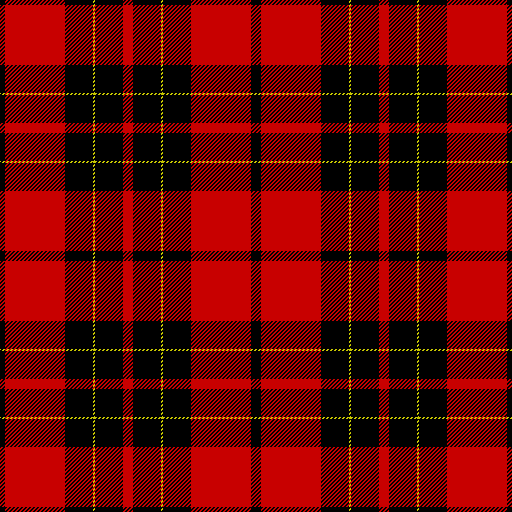
Тартан клану Броді.

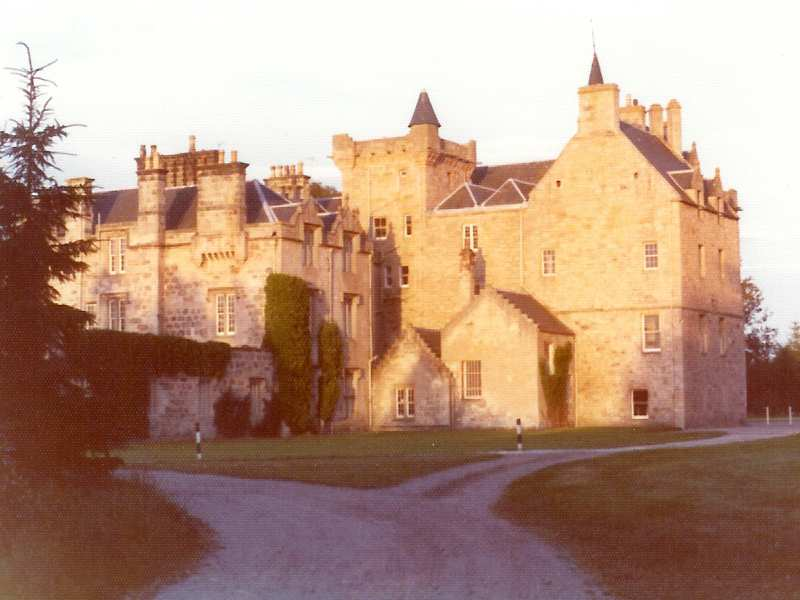
Замок Броді.

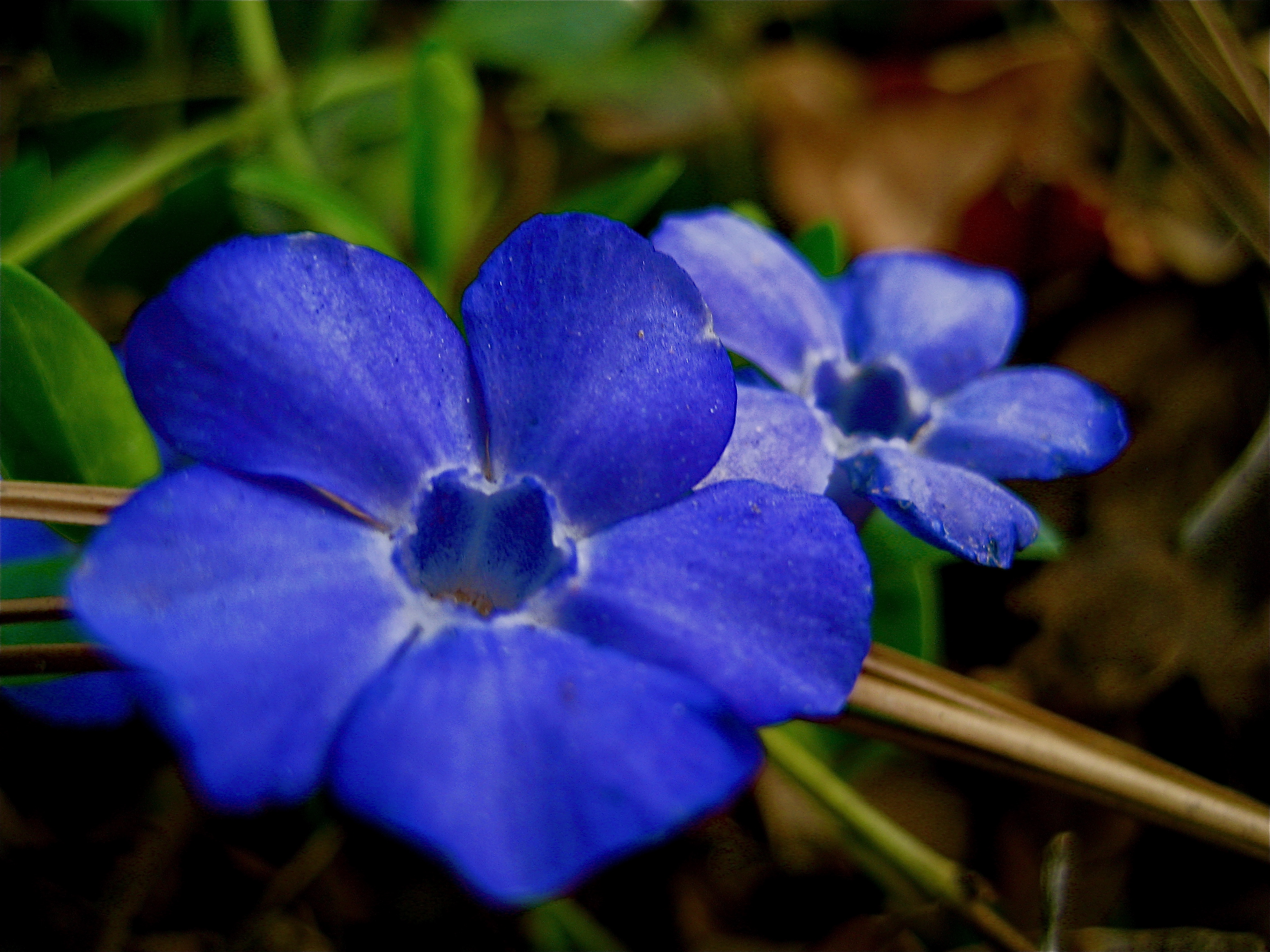
Символ клану Броді — барвінок малий.

Клан Броді (шотл. — Clan Brodie) — один з рівнинних шотландських кланів. Клан Броді або Броуді належить до тих шотландських кланів про походження яких нічого не знають історики і мовчать шотландські легенди. Перші відомі вожді (тани) клану були з місцевостей Броді та Дайк, що в Мореї. Клан Броді брав участь у нескінченних війнах кланів, під громадянської війни клан був затятим прихильником ковенанторів. Клан чинив опір залученням його у повстання якобітів, клан процвітав пізніше в Британський імперії та в колоніальній Індії.
Гасло клану: Unite — Обєднаймося! (лат.)
Символ клану: квітка барвінку
Землі клану: Морея
Центр клану: Замок Броді
Вождь клану: Олександр Трістан Дафф Броді (гельск. — Alexander Tristan Duff Brodie) — XXVII вождь клану.

## Історія клану Броді

### Походження
Ранні записи про клан Броді наводять різні варіанти назви клану: Brochy, Brothy, Brothie, Brothu, Brode. Загалом всі ці назви лишаються неясного походження, є лише версії про виникнення цієї назви:
- назва виникла від гельських слів «маленький гірський хребет», «брови», «прірва»;
- назва виникла від ірландського слова «брох» (ірл. — broth) — рів, болото;
- назва походить від гельського «брохах» (гельск. — brothach) — брудне місце;
- назва походить від гельського «брода» (гельск. — Brodha) — точка, пляма, рівень;
- є версія, що клан не гельского чи ірландського, а норманського походження. На цю думку наводить згадка про французького лицаря XIII століття Гі де Брочі (фр. — Guy de Brothie), що одружився з дочкою лицаря Амрі де Га (фр. — Aimery de Gain).;
- назва походить від імені короля піктів, якого звали Бруде, чи Бруйде, чи Брідей.

Загалом є три суперечливі версії про походження клану, що клан є ірландського, французького і піктського походження. Проблема ускладнюється тим. що про мову піктів нічого не відомо. І невідомо, що могла б означати назва клану на мові піктів, якщо ця назва піктського походження.
Багато давніх документів пов'язані з походженням клану були знищені, коли клан Гордон захопив і спалив замок Броді в 1645 році. Багато істориків схиляються до думки, що клан Броді походить від піктів — давніх аборигенів Шотландії, від королівства Морея і його давніх жителів. Історик доктор Ян Грімбл (шотл. — Ian Grimble) припускає, що клан Броді споріднений з королями піктів, є реліктовим залишком піктів після шотландського завоювання королівства піктів Альба.

### Рання історія клану Броді
Землі клану Броді знаходились між Морейширом та Найрнширом, були розташовані на межі між шотландських Гайлендом та землями колись могутнього королівства Морея. Ранні джерела говорять, що цими землями керували вожді, титул яких називали тойшех (гельск. — Tòiseach), а пізніше тан (гельск. — Thane). Частина земель клану Броді належала в середньовіччя ордену Тамплієрів. Лишається неясним, чи клан отримав свою назву від землі Броді, чи землі Броді отримали свою назву від назви клану.
Імена ранніх вождів клану Броді були втрачені. Є згадки про МакБеха (Макбета) — тана Дайку, що був вождем у цих краях у 1262 році. У 1311 році згадується Міхаел мак Малконі — тан Брохі і Дайка. Не ясно, чи Міхаел є тою самою особою що і МакБех тан Дайка. Але безперечно, що якийсь батько Міхаела — Малком був вождем клану Броді в ті часи.
Міхаел Броді отримав грамоту від короля Шотландії Роберта Брюса на володіння землями Броді і титулом барона. Грамота стверджує, що вождівство Броді тан отримує як спадок від своїх предків. Це теж наводить на думку, що тани Броді були нащадками короля піктів Бруде. На цих землях в давні часи жили пікти — про це є чимало свідчень. Тому версія про піктське походження клану виглядає найбільш імовірною.

### XV—XVI століття— війни кланів
Джон Броді — VI вождь клану Броді був союзником клану Макензі під час війни з кланом МакДональд у 1466 році. Клан Броді брав участь у битві під Блар-на-Пайрк (гельск. — Blar-na-Pairc) і відіграв велику роль у перемозі клану Макензі. Це стало основою подальшого тісного союзу цих двох кланів.
Клан Броді приєднався до королівської армії на чолі з графом Атолл у війні проти повстанців лорда Островів — Енгуса Ога (гельск. — Aonghas Óg) у 1481 році. Але Енгус Ог розгромив їх у битві під Лагабраад (гельск. — Lagabraad), вбивши 517 воїнів королівської армії. Хомаме Броді де Йодем(гельск. — Thomame Brodye de Iodem) — ХІ вождь клану Броді загинув у битві під Пінкі-Клев під час нападу на Шотландію англійців.
У 1550 році Олександр Повстанець — ХІІ вождь клану Броді разом з союзниками — кланами Дунбар та Гей напали на клан Комін в Алтайрі, намагались вбити їх вождя — Олександра Коміна з Алтайру. У результаті Олександра Броді звинуватили у заколоті, але наступного року помилували.
У 1562 році Олександр Повстанець приєднався до кланів Гордон і Джорджа Гордона, IV графа Хантлі під час його повстання проти королеви Шотландії Марії Стюарт. Але повстанці зазнали поразки в битві під Корріхі. Граф Хантлі помер, Олександр Броді втік, його засудили заочно як бунтівника і його землі були конфісковані. Чотири роки Олександр Броді був поза законом, але у 1566 році клану Гордон пробачили його нелояльність, Олександра Броді помилували і повернули йому землі.

### XVII століття громадянська війна на Британських островах
Під час громадянської війни на Британських островах лорд Льюїс Гордон спалив давній замок Броді з його Z-подібною вежею, що був збудований не пізніше 1430 року. У 1820—1830 роках замок спробували відновити у його колишньому вигляді. Неподалік замку є місцина Довні Хіллок (шотл. — Dounie Hillock), де є залишки дуже давньої фортеці часів ранньої залізної доби.
Олександр — «добрий лорд Броді» — XV вождь клану підтримував Ковенанторів під час «Війни трьох королівств». Цей запеклий ковенантор та фанатик протестант-просвітеріанин знищив кафедральний собор Елгін разом з усіма творами мистецтва, що там були. Він був суддею і влаштовував процеси над відьмами — кілька жінок були ним засуджені до страти як «відьми». Він був комісаром суду і заарештовував єзуїтів у землях Кірк. Він служив у військових комітетах земель Елгім, Наїм, Форрес, Інвернесс. Служив в комітетах захисту станів, захисту релігії, акцизу. Був обраний генеральним комісаром армії. Він був двічі з посольством в Гаазі і вимагав повернення в Шотландію вигнаного короля Карла II — у 1649 та у 1650 році, коли повернувся в Шотландію з королем. Олівер Кромвель готовий був визнати режим і владу Броді. Для Броді було великою спокусою заключити з Олівером Кромвелем спілку. Роялісти вчинили на лорда Броді невдалий замах у 1650 році. Лорд Броді лишив по собі щоденник — цінний історичний документ, що свідчить про талант автора як письменника.
Клан Броді приєднався до Ковенанторів, брав участь у битві під Авлдерн проти роялістів на чолі з Джеймсом Гремом — І маркізом Монтроз. Після поразки ковенанторів клан Гордон зруйнував замок Броді і обложив замок Лехен-хауз. Олександр Броді вперто тримав оборону замку протягом 12 тижнів. Потім Олександр Броді вирушив на південь і командував загоном під час катастрофічної битви під Данбар у 1650 році.

### XVIII століття— повстання якобітів
У 1715 році в Шотландії спалахнуло повстання якобітів — за незалежність Шотландії і за претендента на шотландський престол з династії Стюартів проти Англії та англо-ганноверської королівської династії. Серед якобітів більшість була католики, клан Броді був протестантським і не підтримав повстання якобітів. В той час вождем клану Броді був Джеймс Броді — XVIII вождь клану. Лорд Хантлі вимагав від клану Броді здати зброю і коней. Клан Броді відмовився категорично. Тоді лорд Хантлі погрожував: «За невиконання військового обов'язку буде зруйнований замок клану Броді, зруйновані господарства його орендарів, буде спалено їхнє зерно і хліб, будуть вбиті їх люди». Але клан Броді продовжував чинити опір, тримаючи оборону замку. Лорду Хантлі бракувало пороху, гармат, зброї, тому він відмовився від штурму замку Броді та від будь-яких ворожих дій щодо клану Броді, розуміючи, що хоч клан Броді і не допомагає повсталим, але і не буде воювати на стороні уряду Великої Британії.
Друге повстання якобітів спалахнуло в 1745 році. У той час вождем клану Броді був Олександр Броді — XIX вождь клану, що в той час обіймав посаду лорда Лева. Клан Броді і тоді не підтримав повстання.
У XVIII столітті на флоті Великої Британії служив капітан Девід Броді з септи клану Броді Муйреск. Спочатку він командував короблями «Терор» та «Мерлін» (10 гармат), потім командував кораблем «Кентербері» (60 гармат) і кораблем «Страффорд» (60 гармат). Він брав участь у багатьох війнах і битвах і захопив 21 ворожий корабель — з французького та іспанського флотів.
У 1774 році маєтки клану Броді опинилися у скрутному фінансовому становищі. Маєтки йшли на продаж з аукціону за борги. Але Джеймс Броді — ХХІ вождь клану одружився з Маргарет — дочкою Вільяма Дафф — І графа Файф. Граф Файф прийшов на допомогу, купив маєтки клану Броді і половину повернув клану.
Скандально прославився Вільям Броді з Единбургу. Вдень він жив як порядний джентльмен і член ради міста, а вночі виходив на вулиці міста, вбивав і грабував заради розваги і гострих вражень. Зрештою, він був схоплений і засуджений. У 1788 році декан Вільям Броді був страчений на шибениці, яку він сам колись сконструював і винайшов. Цей випадок надихнув Р. Л. Стівенсона на написання роману «Доктор Джекілл і містер Хайд». Нащадками декана Вільяма Броді є септа Мілтон.

### XIX століття
Олександр Броді — молодший брат Джеймса Броді поїхав до Індії шукати щастя. Він повернувся з Індії дуже багатим і купив маєтки Хандертон (шотл. — Thunderton), Елгін, Арнхалл в Кіркандінширі. Він одружився з дочкою Джеймса Вемісс — з леді Елізабет Сазерленд — спадкоємицею XVII графа Сазерленд. Статки успадкувала Елізабет Броді, що вийшла заміж за Джорджа Гордона , маркіза Хантлі, що став по смерті батька V герцогом Гордон. Джордж та Елізабет не мали дітей, тому після його смерті у 1836 році лінія герцогів Гордон вимерла. Елізабет лишилася останньою герцогинею Гордон. Після смерті чоловіка вона приєдналася до Вільної Церкви Шотландії і була її найпомітнішим благодійником. Герцогиня була «дуже шанована народом Хантлі» і «жила благодійним християнським життям».
Джеймс Броді — син Джеймса Броді теж поїхав в Індію і працював в Ост-Індійській компанії. Він побудував особняк в Мадрасі на березі річки Адьяре і назвав його Замок Броді. Нині там музичний коледж Карнатік. Джеймс Броді загинув під час аварії човна на річці Адьяре в Індії в 1802 році.
Після смерті герцогині Гордон у 1864 році клан Броді успадкував більшу частину майна клану герцогів Гордон.

### Новітня історія клану Броді

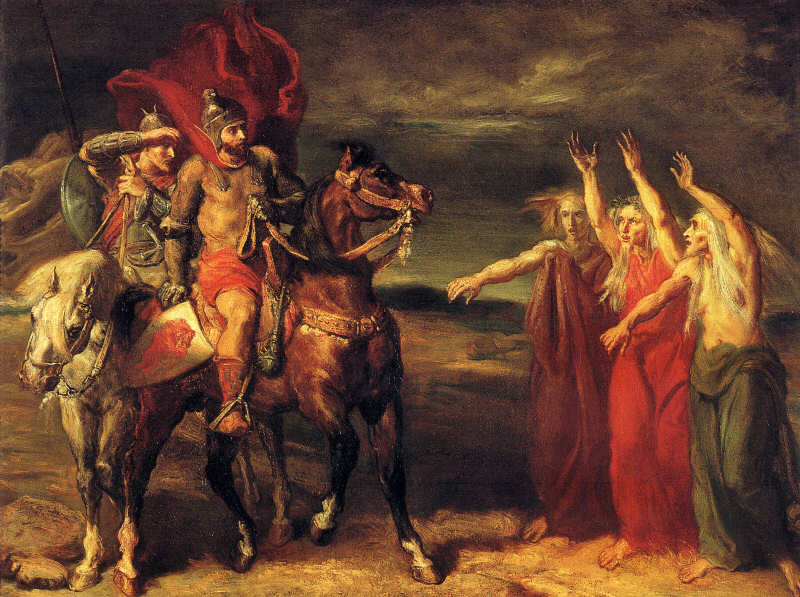
Картина художника Теодора Часеру (1819—1856), «Король Макбет зустрічається з трьома відьмами». 1855.

Рідкісний документ був знайдений при реконструкції замку Броді у 1972 році. Документ датується часом до 1000 року і стосується клану Дурхам (гельск. — Durham), що, можливо, споріднений з кланом Броді.

## Легенди про клан Броді
Збереглася давня легенда про клан Броді. Згідно з цією легендою колись було вимовлене прокляття спрямоване проти вождів клану Броді, в якому було сказано, що «син, який народиться в замку Броді ніколи не стане спадкоємцем». Причиною такого прокляття було те, що вождь клану Броді змусив одну жінку зізнатися у чаклунстві і пообіцяв дати їй в нагороду нову сукню. Але він замість того, щоб виконати обіцянку, прив'язав жінку до стовпа і спалив її на вогнищі.
Ще одна легенда розповідає, що король Макбет зустрів трьох відьом і це відбулось на землях клану Броді. Легенду використав Шекспір у п'єсі «Макбет». Місце, де буцім то сталася ця подія називається в Шотландії Пагорб Макбет.

## Септи клану Броді
- Броді з Броді — до цієї гілки належать тани клану Броді.
- Броді Спайні (шотл. — Brodies Spynie)
- Броді Аслейск (шотл. — Brodies Asleisk)
- Броді Лехен (шотл. — Brodies Lethen)
- Броді-Вуд Кейхік (шотл. — Brodie-Wood Keithick)
- Броді Ідвайс (шотл. — Brodies Idvies) — баронети Ідвайс.
- Каллендер-Броді Ідвайс (шотл. — Callender-Brodie Idvies)
- Броді Муйреск (шотл. — Brodies Muiresk)
- Броді Колдфілд (шотл. — Brodies Coltfield)
- Броді Мілтон (шотл. — Brodies Milton)
- Броді Вінді Хіллс — Броді Вітряних Пагорбів (шотл. — Brodies Windy Hills)
- Броді Майн (шотл. — Brodies Maine)
- Броді-Іннесес Мілтон Броді (шотл. — Brodie-Inneses Milton Brodie)
- Броді Істбоурн (шотл. — Brodies Eastbourne)
- Броді Фернхілл (шотл. — Brodies Fernhill)
- Броді Боксфорд (шотл. — Brodies of Boxford) — барони Боксфорд.
- Броді Кайхнесс (шотл. — Brodies of Caithness)